# Коефіцієнт розчинності газу в нафті
Коефіцієнт розчинності газу в нафті (рос. коэффициент растворимости газа в нефти; англ. ratio of solubility of gas in oil, coefficient of gas dissolution in oil; нім. Lösungs-Gas-Öl-Verhältnis n) — показник, який характеризує здатність природного вуглеводневого газу розчинятися в нафті, — кількість газу, яка розчиняється в одиниці маси об'єму нафти при збільшенні тиску на одиницю. Виражається в м3/(м3∙Па) або м3/(кг∙Па). Компоненти нафтового газу характеризуються різною розчинністю в нафті.
Із збільшенням молекулярної маси коефіцієнт розчинності вуглеводневих газів зростає.
Із невуглеводневих газів досить високу розчинність має вуглекислий газ, азот — найнижчу. Розчинність нафтового газу, який має складний склад, відхиляється від лінійного закону (не відповідає законам ідеального газу); із збільшенням тиску коефіцієнт розчинності газу зростає, з ростом температури знижується.